# Ian Clark
Pour les articles homonymes, voir Ian Clarke (homonymie).
Ian Patrick Clark, né le 7 mars 1991 à Memphis dans le Tennessee, est un joueur américain de basket-ball. Il mesure 1,88 m et évolue au poste d'arrière.

## Biographie

### Carrière universitaire
Il effectue sa carrière universitaire chez les Bruins de Belmont.

### Carrière professionnelle

#### Jazz de l'Utah (2013-2015)
Non drafté, il participe à deux NBA Summer Leagues, pour le Heat de Miami et puis pour les Warriors de Golden State. Il est élu MVP de la finale de la Summer League de Las Vegas où il marque 33 points lors de la victoire des Warriors contre les Suns de Phoenix. Le 29 juillet 2013, il signe un contrat de deux ans avec le Jazz de l'Utah après que sa performance à la Summer League de Las Vegas ait impressionné de nombreuses équipes.
Le 14 décembre, il est envoyé en D-League chez le Jam de Bakersfield. Le 21 décembre, il est rappelé par le Jazz.
Le 4 janvier 2014, il est renvoyé chez le Jam et est rappelé le 13 janvier.
Le 24 février 2015, il est envoyé au Stampede de l'Idaho. Le 17 mars 2015, il est rappelé par le Jazz.
Le 26 mars 2015, il est coupé par le Jazz de l'Utah.

#### Nuggets de Denver (2015)
Le 28 mars 2015, il signe avec les Nuggets de Denver.

#### Warriors de Golden State (2015-2017)
Le 27 juillet 2015, Clark signe un contrat non garanti avec les Warriors de Golden State.
Le 11 mars 2017, il marque 36 points record de points en carrière.

#### Pelicans de La Nouvelle-Orléans (2017-2019)
Le 1er août 2017, il s'engage avec les Pelicans de La Nouvelle-Orléans pour 1,6 million de dollars sur un an.

#### Xinjiang Flying Tigers (depuis 2019)
Le 30 juillet 2019, il s'engage pour la saison à venir avec les Xinjiang Flying Tigers.
En 2023, Ian Clark trouve un nouveau rôle à Melbourne United.

## Clubs successifs
- 2009-2013 :  Bruins de Belmont (NCAA)
- 2013-2015 :  Jazz de l'Utah (NBA)
  - 2013-2014 :  Jam de Bakersfield (D-League)
  - 2015 :  Stampede de l'Idaho (D-League)
- 2015 :  Nuggets de Denver (NBA)
- 2015-2017 :  Warriors de Golden State (NBA).
- 2017-2019:  Pelicans de La Nouvelle-Orléans (NBA).
- 2019- :  Xinjiang Flying Tigers (CBA)

## Statistiques
gras = ses meilleures performances

### Universitaires
| Saison    | Équipe            | Matchs | Titul. | Min./m | % Tir | % 3pts | % LF | Rbds/m. | Pass/m. | Int/m. | Ctr/m. | Pts/m. |
| --------- | ----------------- | ------ | ------ | ------ | ----- | ------ | ---- | ------- | ------- | ------ | ------ | ------ |
| 2009-2010 | Bruins de Belmont | 31     | 31     | 29,6   | 45,3  | 40,2   | 77,5 | 3,29    | 2,16    | 1,06   | 0,32   | 14,90  |
| 2010-2011 | Bruins de Belmont | 35     | 35     | 24,6   | 48,2  | 43,1   | 81,8 | 2,29    | 1,80    | 1,23   | 0,17   | 12,17  |
| 2011-2012 | Bruins de Belmont | 34     | 32     | 27,6   | 45,2  | 40,7   | 81,8 | 2,65    | 2,35    | 0,91   | 0,18   | 12,68  |
| 2012-2013 | Bruins de Belmont | 33     | 33     | 33,4   | 54,2  | 45,9   | 83,3 | 3,27    | 2,33    | 1,61   | 0,24   | 18,21  |
| Total     |                   | 133    | 131    | 28,7   | 48,5  | 42,6   | 81,0 | 2,86    | 2,16    | 1,20   | 0,23   | 14,44  |

### Professionnelles
| Champion NBA |

#### Saison régulière NBA
| Saison    | Équipe           | Matchs | Titul. | Min./m | % Tir | % 3pts | % LF  | Rbds/m. | Pass/m. | Int/m. | Ctr/m. | Pts/m. |
| --------- | ---------------- | ------ | ------ | ------ | ----- | ------ | ----- | ------- | ------- | ------ | ------ | ------ |
| 2013–2014 | Utah             | 23     | 0      | 7,5    | 38,8  | 35,5   | 71,4  | 0,83    | 0,65    | 0,35   | 0,09   | 2,96   |
| 2014–2015 | Utah             | 23     | 0      | 7,0    | 34,1  | 36,0   | 100,0 | 0,57    | 0,43    | 0,26   | 0,09   | 1,91   |
| 2014–2015 | Denver           | 7      | 0      | 4,4    | 36,4  | 20,0   | 100,0 | 0,43    | 0,29    | 0,43   | 0,14   | 1,86   |
| 2015–2016 | Golden State     | 66     | 1      | 8,8    | 44,1  | 35,7   | 82,4  | 1,03    | 0,97    | 0,26   | 0,20   | 3,58   |
| 2016–2017 | Golden State     | 77     | 0      | 14,8   | 48,7  | 37,4   | 75,9  | 1,60    | 1,16    | 0,51   | 0,10   | 6,84   |
| 2017–2018 | Nouvelle-Orléans | 74     | 2      | 19,7   | 44,8  | 31,8   | 76,3  | 1,70    | 1,50    | 0,51   | 0,10   | 7,40   |
| Total     |                  | 270    | 3      | 13,1   | 45,3  | 34,6   | 78,4  | 1,30    | 1,10    | 0,40   | 0,13   | 5,30   |

Dernière modification le 4 mai 2018

#### Playoffs NBA
| Saison | Équipe       | Matchs | Titul. | Min./m | % Tir | % 3pts | % LF | Rbds/m. | Pass/m. | Int/m. | Ctr/m. | Pts/m. |
| ------ | ------------ | ------ | ------ | ------ | ----- | ------ | ---- | ------- | ------- | ------ | ------ | ------ |
| 2016   | Golden State | 16     | 0      | 9,6    | 49,1  | 33,3   | 80,0 | 1,06    | 1,00    | 0,50   | 0,00   | 4,12   |
| 2017   | Golden State | 16     | 0      | 13,7   | 50,6  | 36,1   | 94,1 | 1,62    | 0,69    | 0,38   | 0,00   | 6,81   |
| Total  |              | 32     | 0      | 11,7   | 50,0  | 35,2   | 88,9 | 1,34    | 0,84    | 0,44   | 0,00   | 5,47   |

Dernière modification le 12 juin 2017

#### Saison régulière D-League
| Saison    | Équipe              | Matchs | Titul. | Min./m | % Tir | % 3pts | % LF | Rbds/m. | Pass/m. | Int/m. | Ctr/m. | Pts/m. |
| --------- | ------------------- | ------ | ------ | ------ | ----- | ------ | ---- | ------- | ------- | ------ | ------ | ------ |
| 2013-2014 | Jam de Bakersfield  | 8      | 8      | 32,2   | 41,1  | 34,4   | 66,7 | 3,25    | 5,25    | 1,62   | 0,12   | 12,38  |
| 2014-2015 | Stampede de l'Idaho | 7      | 6      | 32,0   | 42,5  | 45,0   | 66,7 | 2,29    | 2,71    | 1,14   | 0,43   | 14,00  |
| Total     |                     | 15     | 14     | 32,1   | 41,8  | 40,3   | 66,7 | 2,80    | 4,07    | 1,40   | 0,27   | 13,13  |

## Records personnels sur une rencontre
Les records personnels d'Ian Clark, officiellement recensés par la NBA sont les suivants :
| Type de statistique        | Saison régulière | Saison régulière                                        | Saison régulière                  | Playoffs | Playoffs                                 | Playoffs               |
| Type de statistique        | Record           | Adversaire                                              | Date                              | Record   | Adversaire                               | Date                   |
| -------------------------- | ---------------- | ------------------------------------------------------- | --------------------------------- | -------- | ---------------------------------------- | ---------------------- |
| Points                     | 36               | @ Spurs de San Antonio                                  | 11 mars 2017                      | 13       | Trail Blazers de Portland                | 19 avril 2017          |
| Paniers marqués            | 15               | @ Spurs de San Antonio                                  | 11 mars 2017                      | 5        | @ Spurs de San Antonio                   | 22 mai 2017            |
| Paniers tentés             | 21               | @ Spurs de San Antonio                                  | 11 mars 2017                      | 11       | Trail Blazers de Portland                | 19 avril 2017          |
| Paniers à 3 points réussis | 5                | Lakers de Los Angeles @ Heat de Miami                   | 23 novembre 2016 23 décembre 2017 | 2        | 5 fois                                   |                        |
| Paniers à 3 points tentés  | 7                | @ Heat de Miami @ Timberwolves du Minnesota             | 23 décembre 2017 3 février 2018   | 6        | @ Spurs de San Antonio                   | 22 mai 2017            |
| Lancers francs réussis     | 6                | Grizzlies de Memphis                                    | 2 novembre 2015                   | 5        | Trail Blazers de Portland                | 19 avril 2017          |
| Lancers francs tentés      | 6                | Grizzlies de Memphis @ Spurs de San Antonio             | 2 novembre 2015 11 mars 2017      | 5        | Trail Blazers de Portland                | 19 avril 2017          |
| Rebonds offensifs          | 4                | Raptors de Toronto                                      | 28 décembre 2016                  | 1        | 6 fois                                   |                        |
| Rebonds défensifs          | 7                | @ Trail Blazers de Portland                             | 24 octobre 2017                   | 5        | Trail Blazers de Portland                | 19 avril 2017          |
| Rebonds totaux             | 7                | @ Trail Blazers de Portland @ Timberwolves du Minnesota | 24 octobre 2017 3 février 2018    | 5        | Trail Blazers de Portland                | 19 avril 2017          |
| Passes décisives           | 6                | @ Lakers de Los Angeles                                 | 5 janvier 2016                    | 5        | @ Rockets de Houston                     | 21 avril 2016          |
| Interceptions              | 3                | 4 fois                                                  |                                   | 3        | Rockets de Houston                       | 27 avril 2016          |
| Contres                    | 4                | @ Lakers de Los Angeles                                 | 5 janvier 2016                    |          |                                          |                        |
| Balles perdues             | 4                | @ Spurs de San Antonio                                  | 11 mars 2017                      | 2        | @ Thunder d'Oklahoma City Jazz de l'Utah | 22 mai 2016 4 mai 2017 |
| Minutes jouées             | 38               | Heat de Miami                                           | 23 février 2018                   | 25       | Trail Blazers de Portland                | 19 avril 2017          |

- Double-double : aucun (au 24/03/2018).
- Triple-double : aucun.

## Palmarès

### Distinctions personnelles
- AP Honorable Mention All-American (2013)
- OVC Co-Player of the Year (2013)
- OVC Defensive Player of the Year (2013)
- First Team OVC (2013)
- 2× First Team A-Sun (2011, 2012)
- Second Team A-Sun (2010)
- A-Sun Freshman of the Year (2010)

### En club
- Champion NBA avec les Warriors de Golden State (2017)